# Senegalia gilliesii
Senegalia gilliesii é uma espécie de leguminosa do gênero Acacia, pertencente à família Fabaceae.